# Phyllanthus hypoleucus
Phyllanthus hypoleucus är en emblikaväxtart som beskrevs av Johannes Müller Argoviensis. Phyllanthus hypoleucus ingår i släktet Phyllanthus och familjen emblikaväxter. Inga underarter finns listade i Catalogue of Life.